# 閔渠黃
閔渠黃（？年—？年），浙江烏程縣（今屬浙江湖州市）人。清朝初年政治人物。

## 生平
崇禎十五年（1642年）壬午科浙江鄉試舉人。明亡仕清，順治六年（1649年）舉己丑科進士。順治八年（1651年）官廣東雷州府知府。不久因舉城降李定國，革職。